# Konferencja berlińska (1884–1885)

Europejskie posiadłości w Afryce, stan na 1913 rok. Granice ustalone jeszcze za czasów epoki kolonialnej, w większości przypadków obowiązują do dziś.
Belgia
Francja
Hiszpania
Niemcy
Portugalia
Wielka Brytania
Włochy
Niepodległe państwa

Konferencja berlińska, zwana także konferencją kongijską – zwołana na przełomie lat 1884–1885, poświęcona była ustaleniu podziałów terytorialnych przyszłych aneksji terytorialnych w Afryce. Na konferencji obecni byli przedstawiciele europejskich państw, które miały do tej pory posiadłości w Afryce, w tym Wielka Brytania, Francja, Niemcy, Portugalia, Włochy i Belgia.
Jednym z najważniejszych postanowień konferencji było ustanowienie obszaru dorzecza Kongo własnością króla belgijskiego Leopolda II oraz ustalenia dwustronne pomiędzy europejskimi państwami w zakresie podziałów terytorialnych na spornych obszarach.
Na konferencji postanowiono o granicach większości kolonii w Afryce. W późniejszych okresach władza na poszczególnych obszarach zmieniała się, lecz granice w większości przypadków pozostały takie, jakie wtedy wytyczono.
Akt końcowy z 26 lutego 1885 roku (rozdział 1, artykuł 6 oraz rozdział 2, artykuł 9) nakazywał znieść handel czarnymi niewolnikami, co powtórzyła konwencja zawarta w Brukseli 2 lipca 1890 roku.